# Portrait de Marie de Médicis
Le portrait de Marie de Médicis (en italien, Maria di Cosimo de 'Medici) est une huile sur panneau de l'artiste italien Agnolo Tori , dit il Bronzino. Il a fait les portraits des deux filles de Cosimo 1er Grand-duc de Toscane, portraits où l'on note leur grande ressemblance, Bia,fille illégitime morte à 5ans en 1542 date du portrait et Maria à 11 ans en 1551. Malheureusement, elle mourra en 1557 de la malaria. ( Son homonyme future reine de France, fille de son frère François 1er de Medicis naîtra en 1573)

## Histoire et description
Marie de Médicis était la fille aînée du grand-duc de Toscane Cosme Ier de Médicis et de sa première épouse Éléonore de Tolède. 
Ce portrait de Marie, présenté dans un cadre (peut-être du XIXe siècle) en bois sculpté et doré à la feuille d'or, a ainsi été cité par Giorgio Vasari parmi les portraits des enfants de Cosme Ier exécutés par Bronzino: «La demoiselle Maria, grande fille, vraiment belle ». Avec d'autres portraits des enfants du grand-duc Cosme Ier, le tableau était dans la Guardaroba : il fut en fait inventorié en 1553, avec ces mots: « 3 petites images, Signora Dogna Maria, Signor Don Francesco et Signor Don Gartia ». Selon Emiliani   , il s’agit des trois portraits de petite taille que Bronzino a réalisés à Pise et que Luca Martini a envoyés le 31 juillet de la même année à Florence. Le portrait de la petite grande-duchesse Marie a été identifié en 1944 par Becherucci. La petite Marie porte une précieuse robe de velours noir brodée de fils d'or. Une bavette en soie blanche, légèrement ondulée, s'ouvre doucement pour laisser le cou nu, auquel est suspendu un collier avec un double collier de perles. La petite fille porte des cheveux noirs et lisses, coupés au milieu par une frange, une couronne d'or et de perles, et des boucles d'oreilles avec des perles. Son regard est pensif et un peu triste. Elle pose ses doigts sur sa poitrine, caressée par une lumière intense.

## Expositions
- Exposition du XVIe siècle toscan, Florence, 1940.
- Bronzino: peintre et poète à la cour des Médicis, Florence, 2010.